# Natascha Born
Natascha Born (* 11. Juli 1988 in Washington D. C.) ist eine ehemalige US-amerikanisch-deutsche Schauspielerin.

## Leben
Born spielte von Anfang Dezember 2001 bis Mitte Februar 2005 die Hauptrolle der Anne-Claire „AC“ Clemens in der Kinder- und Jugendserie Schloss Einstein. In dieser Zeit besuchte sie eine deutsch-amerikanische Schule in Berlin, trat als Schauspielerin ansonsten aber nicht weiter in Erscheinung.
Sie studierte später an der Stanford University sowie der Harvard Law School und ist heute als Anwältin tätig.
Ihr Vater Gary ist ebenfalls renommierter Rechtsanwalt, der bereits mehrere Bücher im Bereich der zwischenstaatlichen Schiedsgerichtsbarkeit veröffentlicht hat.